# Thuine
Thuine település Németországban, azon belül Alsó-Szászország tartományban. Lakosainak száma 1869 fő (2023. december 31.). Thuine Langen, Freren, Messingen és Lingen községekkel határos.

## Népesség
A település népességének változása:
| Lakosok száma | 1794 | 1782 | 1785 | 1848 | 1873 | 1869 |
|               | 2016 | 2017 | 2019 | 2021 | 2022 | 2023 |